# 항공자위대의 기지 목록
이 문서는 일본 항공자위대의 기지 목록이다.

## 북부
- 지토세 기지 - 지토세시
  - 나가누마 분둔기지 - 유바리군 나가누마정
  - 나에보 분둔기지 - 홋카이도 삿포로시 히가시구
- 미사와 기지 - 아오모리현 미사와시
  - 왓카나이 분둔기지 - 홋카이도 왓카나이시
  - 오바시리 분둔기지 - 홋카이도 아바시리시
  - 네무로 분둔기지 - 홋카이도 네무로시
  - 토베쓰 분둔기지 - 홋카이도 이시카리군 도베쓰정
  - 오쿠시리토 분둔기지 - 홋카이도 오쿠시리군 오쿠시리정
  - 에리모 분둔기지 - 홋카이도 호로이즈미군 에리모정
  - 야쿠모 분둔기지 - 홋카이도 후타미군 야쿠모정
  - 오미나토 분둔기지 - 아오모리현 무쓰시
  - 샤리키 분둔기지 - 아오모리현 쓰가루시
  - 토호쿠마치 분둔기지 - 아오모리현 가미키타군 도호쿠정
  - 야마다 분둔기지 - 이와테현 시모헤이군 야마다정
  - 가모 분둔기지 - 아키타현 오가시
  - 아키타 분둔기지 - 아키타현 아키타시

## 중부
- 마쓰지마 기지 - 미야기현 히가시마쓰시마시
- 고마쓰 기지 - 이시카현 고마쓰시
- 기후 기지 - 기후현 가카미가하라시
- 시즈하마 기지 - 시즈오카현 야이즈시
- 하마마쓰 기지 - 시즈오카현 하마마쓰시 니시구
- 고마키 기지 - 아이치현 고마키시
  - 고조지 분둔기지 - 아이치현 가스가이시
  - 아이바노 분둔기지 - 시가현 다카시마시
  - 하쿠산 분둔기지 - 미에현 쓰시
- 나라 기지 - 나라현 나라시
- 이루마 기지 - 사이타마현 사야마시, 이루마시
  - 오타키네야마 분둔기지 - 후쿠시마현 후타바군 가와우치촌
  - 이오지마 분둔기지 - 도쿄도 오가사와라촌 이오섬
  - 사도 분둔기지 - 니가타현 사도시
  - 니가타 분둔기지 - 니가타현 니가타시 히가시구
  - 와지마 분둔기지 - 이시가와현 와지마시
  - 오마에자키 분둔기지 - 시즈오카현 오마에자키시
  - 교가미사카 분둔기지 - 교토부 교탄고시
  - 가사토리야마 분둔기지 - 미에현 쓰시
  - 구시모토 분둔기지 - 와카야마현 히가시무로군 구시모토정
  - 가스미우라 분둔기지 - 이바라키현 쓰치우라시
  - 나라시노 분둔기지 - 지바현 후나바시시
  - 미네오카야마 분둔기지 - 지바현 미나미보소시
  - 무사시야마 분둔기지 - 가나가와현 요코스카시
  - 기사라즈 분둔기지 - 지바현 기사라즈시; 2013년 8월 1일, 이루마 기지로 분둔기지 이전.
  - 다치카와 분둔기지 - 도쿄도 다치카와시; 2023년 3월 16일, 모든 항공자위대 부대의 이전으로 폐쇄.
- 햐쿠리 기지 - 이바라키현 오미타마시
- 구마가야 기지 - 사이타마현 구마가야시
- 주조 기지 - 도쿄도 기타구
- 이치가야 기지 - 도쿄도 신주쿠구
- 메구로 기지 - 도쿄도 메구로구
- 후추 기지 - 도쿄도 후추시
- 요코타 기지 - 도쿄도 훗사시

## 서부
- 미호 기지 - 돗토리현 사카이미나토시
- 호후기타 기지 - 야마구치현 호후시
- 호후미나미 기지 - 야마구치현 호후시
- 쓰이키 기지 - 후쿠오카현 유쿠하시시·지쿠조군 지쿠조정
- 아시야 기지 - 후쿠오카현 온가군 아시야정·오카가키정
- 가스가 기지 - 후쿠오카현 가스가시
  - 다카오야마 분둔기지 - 돗토리현 마쓰에시
  - 미시마 분둔기지 - 야마구치현 하기시
  - 도사시미즈 분둔기지 - 고치현 도사시미즈시
  - 고우라다이 분둔기지 - 후쿠오카현 구루메시
  - 세후리산 분둔기지 - 사가현 간자키시
  - 우니시마 분둔기지 - 나가사키현 쓰시마시
  - 후구에지마 분둔기지 - 나가사키현 고토시
  - 다카하타야마 분둔기지 - 미야자키현 구시마시
  - 시모코시키지마 분둔기지 - 가고시마현 사쓰마센다이시
- 뉴타바루 기지 - 미야자키현 고유군 신토미정

## 남부
- 나하 기지 - 오키나와현 나하시
  - 아마미오시마 분둔기지 - 가고시마현 아마미시
  - 오키노에라부지마 분둔기지 - 가고시마현 오시마 군 지나정
  - 온나 분둔기지 - 오키나와현 구니가미군 온나촌
  - 구메지마 분둔기지 - 오키나와현 시마지리군 구메지마정
  - 지넨 분둔기지 - 오키나와현 난조시
  - 요자다케 분둔기지 - 오키나와현 이토만시
  - 미야코지마 분둔기지 - 오키나와현 미야코지마시

## 그 외
- 이치가야 기지 - 도쿄도 신주쿠구

## 같이 보기
- 육상자위대의 주둔지 목록
- 해상자위대의 시설 목록

## 참고
- “航空自衛隊訓令第１号” (PDF) (일본어). 일본 방위성. 2015년 2월 28일에 확인함.